# Winnemark
Winnemark (en danois: Vindemark) est une commune de l'arrondissement de Rendsburg-Eckernförde, Land de Schleswig-Holstein.

## Géographie
La commune se situe dans la presqu'île de Schwansen, sur la Schlei. Elle est à l'opposé d'Arnis, sur l'autre rive.
Elle se trouve sur la Bundesstraße 203, à 5 km au sud de Kappeln, à l'est d'Eckernförde.

## Histoire

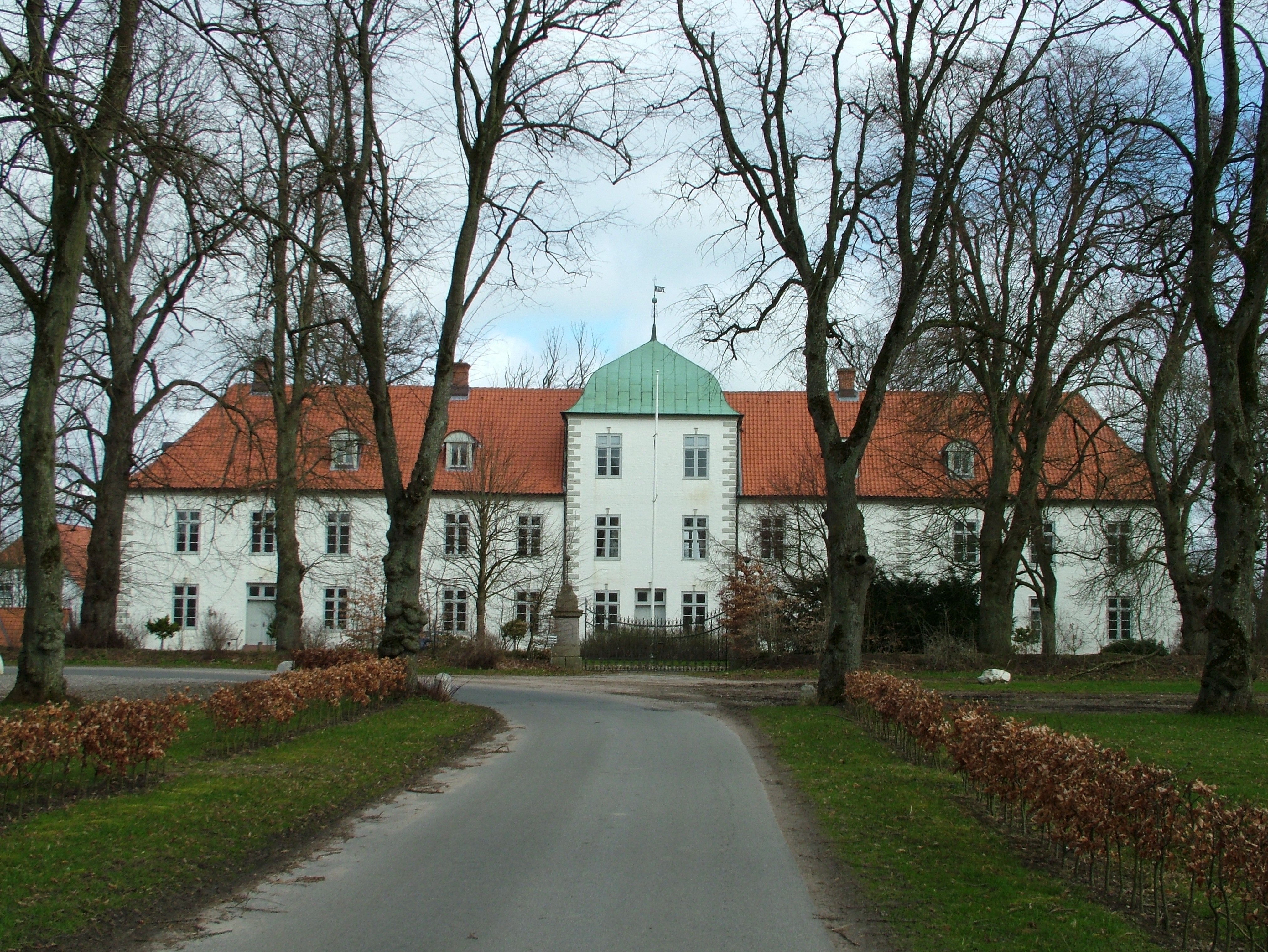
Manoir de Carlsburg.

Winnemark est mentionné pour la première fois en 1462 sous le nom danois de "Vindemark" (champ de vent). Karlsburg, aujourd'hui quartier, est un village plus ancien, cité en 1352 sous son nom danois de "Gereby".
Le manoir de Carlsburg est baptisé en 1836 en l'honneur de Carl von Hessen qui a aboli le servage en 1790. Le bâtiment est construit en 1721. Il reste encore une propriété privée de la maison de Schleswig-Holstein-Sonderbourg.

## Personnalités liées à la commune
- Gerhart Bettermann (1910-1992), peintre.